# Mayumi Yamashita
Mayumi Yamashita (jap. 山下まゆみ Yamashita Mayumi; * 22. November 1975 in Takayama) ist eine ehemalige japanische Judoka. Sie war 2000 Olympiadritte im Schwergewicht.

## Sportliche Karriere
Die 1,70 m große Mayumi Yamashita erreichte 1998 beim Weltcup-Turnier in München den dritten Platz. 1999 gewann sie in der offenen Klasse eine Bronzemedaille bei der Universiade in Palma de Mallorca. Im Jahr 2000 gewann sie die japanischen Meisterschaften in der offenen Klasse. Bei den Asienmeisterschaften in Osaka erkämpfte sie eine Bronzemedaille im Schwergewicht. 
Vier Monate nach den Asienmeisterschaften trat Yamashita bei den Olympischen Spielen in Sydney an. Im Achtelfinale bezwang sie die Russin Irina Rodina und im Viertelfinale Colleen Rosensteel aus den Vereinigten Staaten jeweils durch Ippon. Im Halbfinale unterlag sie der Kubanerin Daima Beltrán nach 2:07 Minuten. Auch der Kampf um eine Bronzemedaille endete vorzeitig, nach 4:00 Minuten gewann sie gegen die Französin Christine Cicot durch Ippon.
2001 gewann Yamashita hinter der Chinesin Sun Fuming eine Silbermedaille bei den Ostasienmeisterschaften. Bei den Weltmeisterschaften 2001 verlor sie ihre beiden Kämpfe gegen die Britin Karina Bryant und die Brasilianerin Priscila Marques und schied frühzeitig aus.